# Ann Henricksson
Ann Henricksson (* 31. Oktober 1959) ist eine ehemalige US-amerikanische Tennisspielerin.

## Karriere
Henricksson, die ihr erstes Turnier im Oktober 1978 bei den US-Hallenmeisterschaften spielte, gewann in ihrer Profilaufbahn drei Doppeltitel auf der WTA Tour – allesamt im Jahr 1988. Zweimal stand sie im Einzel bei Grand-Slam-Turnieren im Achtelfinale; im Doppel erreichte sie 1984 in Melbourne (noch auf Rasen) das Viertelfinale.

## Turniersiege

### Doppel
| Nr. | Datum           | Turnier     | Kategorie   | Belag           | Partnerin             | Finalgegnerinnen                   | Ergebnis      |
| --- | --------------- | ----------- | ----------- | --------------- | --------------------- | ---------------------------------- | ------------- |
| 1.  | 10. Januar 1988 | Sydney      | WTA Tier IV | Rasen           | Christiane Jolissaint | Claudia Kohde-Kilsch Helena Suková | 7:6, 4:6, 6:3 |
| 2.  | 24. April 1988  | Taipeh      | WTA Tier V  | Teppich (Halle) | Patty Fendick         | Belinda Cordwell Julie Richardson  | 6:2, 2:6, 6:2 |
| 3.  | 24. Juli 1988   | Schenectady | WTA Tier V  | Hartplatz       | Julie Richardson      | Lea Antonoplis Cammy MacGregor     | 6:3, 3:6, 7:5 |

## Abschneiden bei Grand-Slam-Turnieren

### Einzel
| Turnier         | 1982 | 1983 | 1984 | 1985 | 1986  | 1987 | 1988 | 1989 | 1990 | 1991 | Karriere |
| --------------- | ---- | ---- | ---- | ---- | ----- | ---- | ---- | ---- | ---- | ---- | -------- |
| Australian Open | —    | —    | —    | AF   | n. a. | 2    | 2    | 1    | 2    | 1    | AF       |
| French Open     | —    | 2    | 1    | 2    | 1     | 1    | —    | —    | —    | —    | 2        |
| Wimbledon       | —    | 2    | 1    | 2    | 2     | 3    | 2    | 2    | AF   | 1    | AF       |
| US Open         | 2    | 1    | 2    | 3    | 1     | 3    | 2    | 1    | 1    | —    | 3        |

Zeichenerklärung: S = Turniersieg; F, HF, VF, AF = Einzug ins Finale / Halbfinale / Viertelfinale / Achtelfinale; 1, 2, 3 = Ausscheiden in der 1. / 2. / 3. Hauptrunde; Q1, Q2, Q3 = Ausscheiden in der 1. / 2. / 3. Runde der Qualifikation; n. a. = nicht ausgetragen

### Doppel
| Turnier         | 1980 | 1981 | 1982 | 1983 | 1984 | 1985 | 1986  | 1987 | 1988 | 1989 | 1990 | 1991 | 1992 | 1993 | 1994 | Karriere |
| --------------- | ---- | ---- | ---- | ---- | ---- | ---- | ----- | ---- | ---- | ---- | ---- | ---- | ---- | ---- | ---- | -------- |
| Australian Open | —    | —    | —    | AF   | VF   | 1    | n. a. | 1    | AF   | AF   | 1    | AF   | 1    | —    | 1    | VF       |
| French Open     | —    | —    | 2    | 1    | 1    | 1    | 2     | 2    | —    | —    | —    | —    | —    | 1    | —    | 2        |
| Wimbledon       | 2    | 1    | 1    | 1    | 2    | 2    | 1     | AF   | 2    | 1    | 2    | 1    | —    | 1    | —    | AF       |
| US Open         | 2    | AF   | 1    | 2    | 2    | 2    | 2     | 2    | AF   | 2    | 2    | 1    | 2    | 1    | —    | AF       |

### Mixed
| Turnier         | 1987 | 1988 | 1989 | 1990 | 1991 | 1992 | 1993 | Karriere |
| --------------- | ---- | ---- | ---- | ---- | ---- | ---- | ---- | -------- |
| Australian Open | —    | AF   | 1    | —    | —    | —    | —    | AF       |
| French Open     | HF   | —    | —    | —    | —    | —    | 1    | HF       |
| Wimbledon       | 1    | 1    | —    | —    | —    | —    | 1    | 1        |
| US Open         | VF   | 1    | —    | —    | —    | —    | —    | VF       |